# Pero incrassata
Pero incrassata är en fjärilsart som beskrevs av Walker 1860. Pero incrassata ingår i släktet Pero och familjen mätare. Inga underarter finns listade i Catalogue of Life.